# HMS Drake (1901)
Pour les autres navires du même nom, voir HMS Drake.
 (juillet 2022).
Le HMS Drake est un croiseur cuirassé de classe Drake de la Royal Navy.

## Histoire
Le Drake est mis en service le 13 janvier 1903, il est affecté à l'escadre de croiseurs, dont le vaisseau amiral est le sister-ship Good Hope en voyage vers l'Afrique du Sud. Le premier commandant est Francis Charles Bridgeman puis en 1903 John Jellicoe. Le 30 juillet, le Drake visite Galway en Irlande avec les cuirassés Good Hope, Sutlej, Hogue et quatre destroyers à l'occasion d'une visite du roi Edouard VII.
Le HMS Drake intègre le 31 janvier 1905 avec Mark Edward Frederic Kerr en tant que commandant le deuxième escadre de l'Atlantic Fleet avec quatre autres croiseurs blindés de la classe Monmouth Berwick, Cornwall, Cumberland, Essex ; le Bedford vient à l'été 1905. En juin 1906, les nouveaux croiseurs blindés Duke of Edinburgh et Black Prince remplaçent l’Essex et le Bedford. Après une inspection par le roi Edouard VII, qui passe également une nuit à bord, le croiseur cuirassé quitte Portsmouth le 1er mars 1905 pour son nouveau port d'opérations, Gibraltar. De là, il part le 20 avril pour des exercices et des visites en mer Méditerranée et reçoit la visite du couple royal grec dans la baie de Paleó Fáliro à la mi-mai. Le 25 juin, le Drake est de retour à Gibraltar, il repart le 6 juillet pour une visite à Lisbonne, où il accueille le couple royal portugais. Le 1er août, il quitte à nouveau Gibraltar avec l'escadre pour visiter le Canada et les États-Unis. L'escadre arrive à Québec le 11 août, puis visite Saint-Jean de Terre-Neuve, Sydney (Nouvelle-Écosse), Charlottetown, Halifax (Nouvelle-Écosse), le 1er novembre Annapolis et du 9 au 20 novembre New York avec une escadre américaine, où le prince Louis organise un bal. Le voyage de retour de l'escadre à travers l'Atlantique se déroule comme une course, commençant à 10 h 30 le 20 et se terminant à Gibraltar à 1 h 35 le 28. Le vaisseau amiral Drake remporte la course avec une marge de 1 500 m sur le Berwick, qu'il avait dépassé de 3 milles nautiques en cours de route, et le Cumberland, qui se rapprochait régulièrement à la fin.
Le 14 janvier 1906, le Drake arrive à Spithead pour participer au lancement du Dreadnought. En mars, le croiseur cuirassé est de retour à la gare de Gibraltar pour parcourir à nouveau la Méditerranée. Début avril, il fait escale à Paleó Fáliro pour participer aux cérémonies d'ouverture des Jeux olympiques, auxquelles se rendent également le couple royal britannique et son héritier présomptif. À la fin du mois, le Drake se rend seul à Venise, où le navire est inspecté par Ernest-Louis de Hesse. Début mai, le croiseur navigue vers Paleó Fáliro par Corfou pour rejoindre la flotte méditerranéenne britannique, qui est en état d'alerte maximale en raison des tensions avec la Turquie. Le 13 mai, le Drake arrive à Larnaca, avec quatre destroyers. Le 31 mai, il est de retour à Gibraltar pour se préparer aux manœuvres de l'Atlantic Fleet avec la Channel Fleet. Pendant les manœuvres, il effectue des expériences radio longue distance. Dans la deuxième partie des manœuvres, effectuées à partir du 24 juin, le Drake représente des trafiquants attaquants, est placé devant le cap Saint-Vincent et compte comme détruit. Le 2 juillet, il retourne donc à Portsmouth, où le commandant se marie. Le Drake vient à Portland et Bangor où des compétitions sportives de la flotte ont lieu, le Drake remporte de nouveau la Coupe Battenberg. Après des séjours à Lough Swilly et Tarbert sur la rivière Shannon, l'escadre retourne à Gibraltar lors d'un test de vitesse maximale du 24 au 28 août. Suit une visite d'une escadre de croiseurs américains à Gibraltar. Début novembre, l'escadre se rend à Malaga, le Drake accueille le couple royal espagnol. L'escadre va en Italie et retourne à Gibraltar en décembre. Du 12 au 15 décembre, le Drake emmène le gouverneur de Gibraltar à Portsmouth.
Le 7 février 1907, il quitte à nouveau l'Angleterre pour des manœuvres navales au large des côtes espagnoles et portugaises. Une fois terminée, il retourne à Gibraltar le 23 février, le prince Louis transfère son état-major au Venerable en tant qu'adjoint au commandement de la flotte méditerranéenne. Le Drake assure principalement un service de routine dans l'Atlantique et la mer du Nord.
En 1909, il représente la Royal Navy aux « Hudson Fulton Celebrations » à New York en tant que navire amiral du contre-amiral Frederick T. Hamilton avec le croiseur de bataille Inflexible sous l'amiral Edward Seymour et les croiseurs blindés HMS Duke of Edinburgh et Argyll. En 1910, la première escadre est affectée à la Home Fleet.
Le 30 novembre 1911, le Drake est envoyé en Australie , il rencontre le Powerful qu'il remplace à Colombo fin janvier 1912 et en reprend une partie de l'équipage. Il sert jusqu'en janvier 1913 comme vaisseau amiral de l'Australia station où se trouvent les Challenger, Encounter, Cambrian et cinq navires de la classe Pelorus (en). La station avait déjà détaché les deux petits croiseurs en renforts temporaires à la China Station et est en dissolution, car la marine australienne nouvellement créée doit en assumer la responsabilité en 1913. Après son retour à la maison, l'équipage du Drake est retiré et le navire affecté à la réserve.
Après le déclenchement de la Première Guerre mondiale, le Drake est réactivé et affecté à la sixième escadre de croiseurs avec ses sister-ships. Cette escadre est destinée à la Grand Fleet de Scapa Flow en remplacement de la quatrième, composée d'anciens croiseurs cuirassés de classe Monmouth. La première mission est d'escorter le RMS Olympic, arrivé de New York avec un équipage de transfert, récupéré dans l'Atlantique et escorté jusqu'à Liverpool.
En octobre 1915, le navire est révisé puis affecté à la North America and West Indies Station en 1916 pour la sécurité des convois. En 1916, l'armement est modifié lors d'une autre révision, au cours de laquelle les casemates inférieures sont fermées et des canons du pont supérieur sont installés. Il participe à la recherche infructueuse aux Antilles du raider commercial allemand SMS Möwe en décembre 1916.
Le 2 octobre 1917, le Drake arrive avec le convoi HH24 d'Amérique devant l'entrée nord de la mer d'Irlande et vient de donner le signal que le convoi doit se disloquer et que chaque navire désormais atteindre son port de destination. Le sous-marin allemand U-79 lance une torpille au nord de l'île de Rathlin à 9 h 15. Le coup inonde la deuxième chaufferie du Drake, tuant 18 hommes. Le commandant du croiseur, le capitaine Stephen Herbert Radcliffe, espère d'abord pouvoir rejoindre Belfast avec son navire, mais après discussion avec son ingénieur en chef, se rend compte que ce n'est pas possible et court jusqu'au mouillage le plus proche dans la baie de Church de l'île de Rathlin. Le coup de torpille a désactivé le gouvernail. En raison de la contrôlabilité limitée, il entre en collision avec le cargo Mendip Range à 10 h 37, qui a été si gravement endommagé qu'il doit être échoué à Ballycastle Bay, en Irlande. A 11 h 30, le destroyer Brisk se précipite pour aider, il est explosé et désintégré ; la proue coule, la poupe peut être remorquée jusqu'à Londonderry. 31 marins du Brisk sont tués. Le cargo Lugano coule après une autre frappe. Tous deux sont probablement victimes d'un barrage de mines posée par le sous-marin.
Le Drake jette l'ancre à Church Bay à 11 h 46. Les navires de sécurité qui sont revenus prennent en grande partie l'équipage. Le capitaine Radcliffe reste à bord avec un petit groupe pour maintenir le cuirassé à flot jusqu'à l'arrivée des navires de sauvetage. Mais l'eau ne cessé de s'infiltre, si bien que finalement le Martin et le Delphinium récupèrent le reste de l'équipage et le commandant jusqu'à 14 h 4. À 14 h 35, le HMS Drake chavire avec des parties du côté tribord du navire dépassant de l'eau.

## Épave
L'épave est un site de prédilection pour les plongeurs, car l'épave n'est qu'à une profondeur comprise entre 15 et 19 mètres et a généralement une bonne visibilité. La récupération de l'épave commence en 1920 et se poursuit pendant plusieurs années. Dans la nuit du 3 novembre 1962, le chalutier Ella Hewett heurte l'épave et coule presque près de la proue du Drake. Les munitions sont récupérées dans les années 1970 et les épaves sont démolies avec des grenades sous-marines pour réduire le risque que d'autres navires s'échouent sur les épaves. En 1978, le mazout restant est récupéré pour réduire la pollution due aux fuites d'huile.
Depuis juin 2017, l'épave du Drake est classée monument historique.